# Jamari Traylor
Jamari Traylor (Chicago, Illinois, 24 de junio de 1992) es un jugador de baloncesto estadounidense que pertenece a la plantilla del Çayırova Belediyesi de Turquía. Con 2,03 metros de estatura, juega en la posición de pívot.

## Trayectoria deportiva
El jugador se formó en los Kansas Jayhawks desde la temporada 2012 a la 2016. Tras no ser drafteado en 2016, debutaría como profesional en Europa, en concreto en las filas del austríaco, con el Oberwart Gunners que realizaría una muy buena temporada.
En el verano de 2017 llegó a Grecia para jugar en las filas del Kymis B.C. de la A1 Ethniki.